# 今村清之助
今村 清之助（いまむら せいのすけ、1849年3月26日（嘉永2年3月3日） - 1902年（明治35年）9月26日）は、日本の実業家、鉄道家。

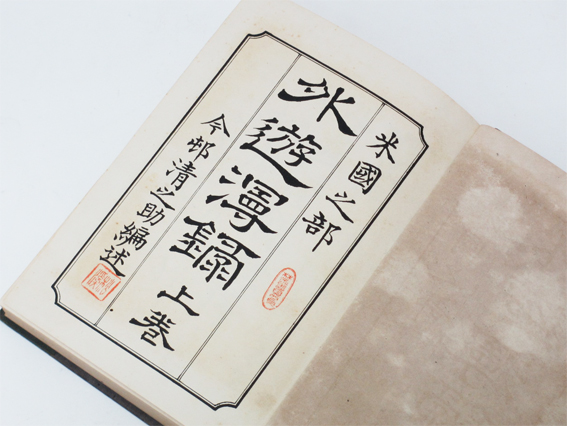
今村清之助- 外遊漫録

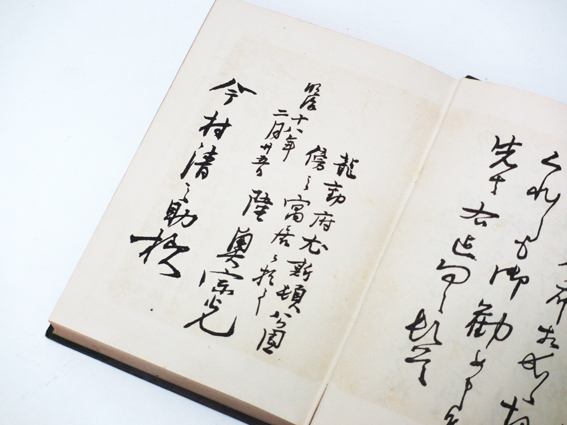
外遊漫録-陸奥宗光

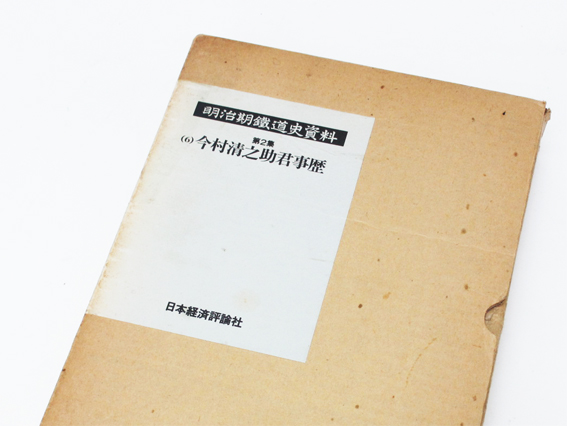
今村清之助-今村清之助君事歴

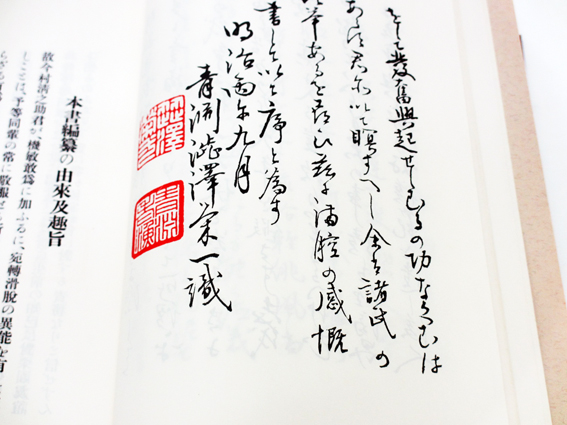
今村清之助君事歴-渋沢栄一

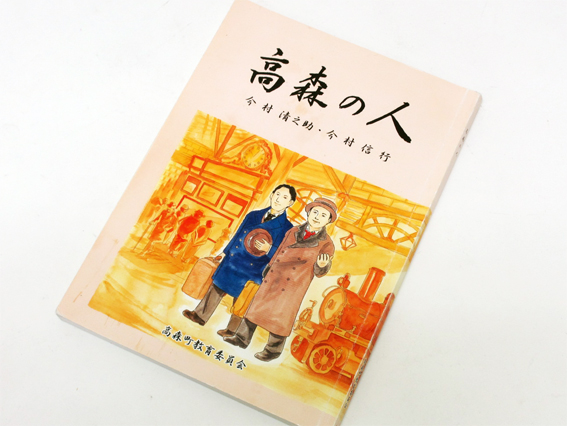
高森町教育委員会発行-高森の人

## 生涯
1849年（嘉永2年）、信濃国伊那郡出原村（現・長野県下伊那郡高森町）で生まれた。家は旧家であったが、父吉右衛門の代に家運が傾き、幼少のころから窮乏の生活を送った。清之助は兄と共に家業の農業に勤しんでいたが、かつては自家の所有地だったが今は人手に渡っている山林に、そうとは知らずに薪を拾いに行って怒鳴られた経験などから、都に出て出世することを考えていた。16歳の時、遂に意を決して家の金二朱を持ち出し家出して、横浜の平野屋市五郎商店に働き口を見つけた。平野屋の主人は何かと面倒を見てくれたが、ある日、親類の者に見つかり、直ちに郷里に連れ戻されてしまった。
田舎での生活に我慢出来ず、19歳の年に再び金一分を懐に家を飛び出し、名古屋を経て横浜に向かった。横浜での生活は、屋台車を挽いてサザエのつぼ焼きを売り歩く貧しい毎日であったが、彼の意中は昔と変わらず出世のチャンスをいつも狙っていた。たまたま屋台の客の一人にある商館の手代がいて、清之助が信州の出身であることを知り、生糸の種紙の事情に詳しいだろうということで、館主に紹介した。
清之助はその手代と共に信州上田に行き、種紙を買い付け、成功裡に横浜に帰ってきた。館主は大変喜び、礼金として200円を清之助に渡した。彼はその金を手に直ちに郷里に帰り、今度は独自で蚕卵紙を買い付け横浜に送って、相当の儲けを得たが、相場下落にあって再び無一文の身になってしまった。
彼は1869年（明治2年）にもう一度横浜に戻ってきて、今度は横浜遊郭の入り口に洋酒のスタンドを開いた。店には外国船の船員も多数来て、彼はその頃から洋銀相場に目をつけるようになった。ある日、当時事業に失敗していた旧主平野屋に出会い、彼を援けて弗屋を開業させた。店は繁盛し、この間の1870年（明治3年）に平野屋の主人の世話で齊藤家寿をめとっている。
しばらくして平野屋と商売上の意見が対立し、彼は独立して、生糸・雑貨の才取りを始め、次第に財をなすに至った。その頃、横浜に金穀相場会社が設立され、彼はその仲買人となり、選ばれて委員となった。金と地位を得た清之助は、かねがね意図していた弗屋を開き、洋銀相場で彼の財はますます大きくなって行った。1877年（明治10年）に、東京日本橋堺町（現在の日本橋人形町）にも太物綿類と両替の店を開き、各種公債証書の定期売買を自分のところでやった。次で株式取引所の創立を計画し、1878年（明治11年）に渋沢栄一、福地源一郎と共に、日本最初の株式取引所の発起人の一人となった。清之助は取引所の重役に推されたがこれを辞し、仲買人となって南茅場町（現在の日本橋茅場町）に店を移して証券売買に専念した。兜町の老舗である「角丸証券」は彼の設立になるものである。
彼は、1883年（明治16年）4月から1886年（明治19年）1月まで、陸奥宗光と共にアメリカからイギリス・フランス・ドイツの諸国を巡歴して、先進国の経済、文化発展の様子をつぶさに視察しており、特に米国における鉄道事業に強い興味を抱いて帰ってきた。帰国後、広く同志に呼びかけ、鉄道事業の進行に努力し、両毛・九州・関西・参宮・山陽などの諸鉄道はいずれも彼の発起によるものか、後援によって出来たものである。かくして、諸々の鉄道会社の重役となり、大株主となって、日本鉄道界の王者の地位に君臨した。そして、1888年（明治21年）12月には25万円の資本金をもって今村銀行を設立した。1890年（明治23年）の恐慌のあと、彼は安い株を片っ端から買い漁り、景気がよくなると利食いして、当時の金額で300万円儲けたといわれている。銀行設立から14年後の1902年（明治35年）9月26日、胃癌のため54歳で死去した。
墓所は東京都の谷中霊園。戒名は「清徳院仁譽義山信道居士」。

## 家族
子供
- 今村繁三(1877年生) -次男　銀行家
- 井上周(1879-1961) - 三男。東洋製紙会長井上保次郎（松本枩蔵の兄）の長女キミの入り婿となる[3]。1910年に井上家の家督を相続[3]。ベルギーのアントワープ商科大学を卒業し、東洋製紙社長、日本簡易火災保険社長、王子製紙取締役、阪急電鉄取締役、毎日新聞社取締役などのほか、毎日ホール社長を務めた[3][4][5]。
- 今村英祐(1880年生) - 四男。今村銀行社員[6]。岳父は三村君平（三菱を支えた臼杵藩士で第百十九国立銀行初代支配人）[6]
- 今村信吉(1884年生) - 五男　実業家　江東楽天地社長を務めた。東京帝国大学法科大学独法科卒。岳父は輸出商堀越商会創業者の堀越善重郎[7]。
- 今村庄之助(1875-1953) - 長男
- 串田万蔵 - 娘・ふみの夫。[8]
- 松井慶四郎 - 娘・テルの夫。[8]
- 渡辺龍聖 - 娘・キヨの夫。[8]